# Oretown
Oretown az Amerikai Egyesült Államok északnyugati részén, Oregon állam Tillamook megyéjében, a U.S. Route 101 mentén elhelyezkedő önkormányzat nélküli település.
James B. Upton és S. H. Rock telepesek 1877-ben John H. Mitchelltől egy postahivatal megnyitását kérték. Mivel Upton rendelkezett egy „Oregon City” feliratú pecséttel, az új helységet Ore Citynek kívánta elnevezni. Mitchell az Oregon Cityvel való összetéveszthetőség miatt az Oretown nevet javasolta. A posta 1877 és 1954 között működött.
Egykor sajtgyár és lazacfeldolgozó is volt itt. Mára két templom, a közösségi ház és néhány lakóépület maradt fenn.

## Fordítás
- Ez a szócikk részben vagy egészben  az   Oretown, Oregon című angol Wikipédia-szócikk ezen változatának fordításán alapul.  Az eredeti cikk szerkesztőit annak laptörténete sorolja fel. Ez a jelzés csupán a megfogalmazás eredetét és a szerzői jogokat jelzi, nem szolgál a cikkben szereplő információk forrásmegjelöléseként.